# Gints Zilbalodis

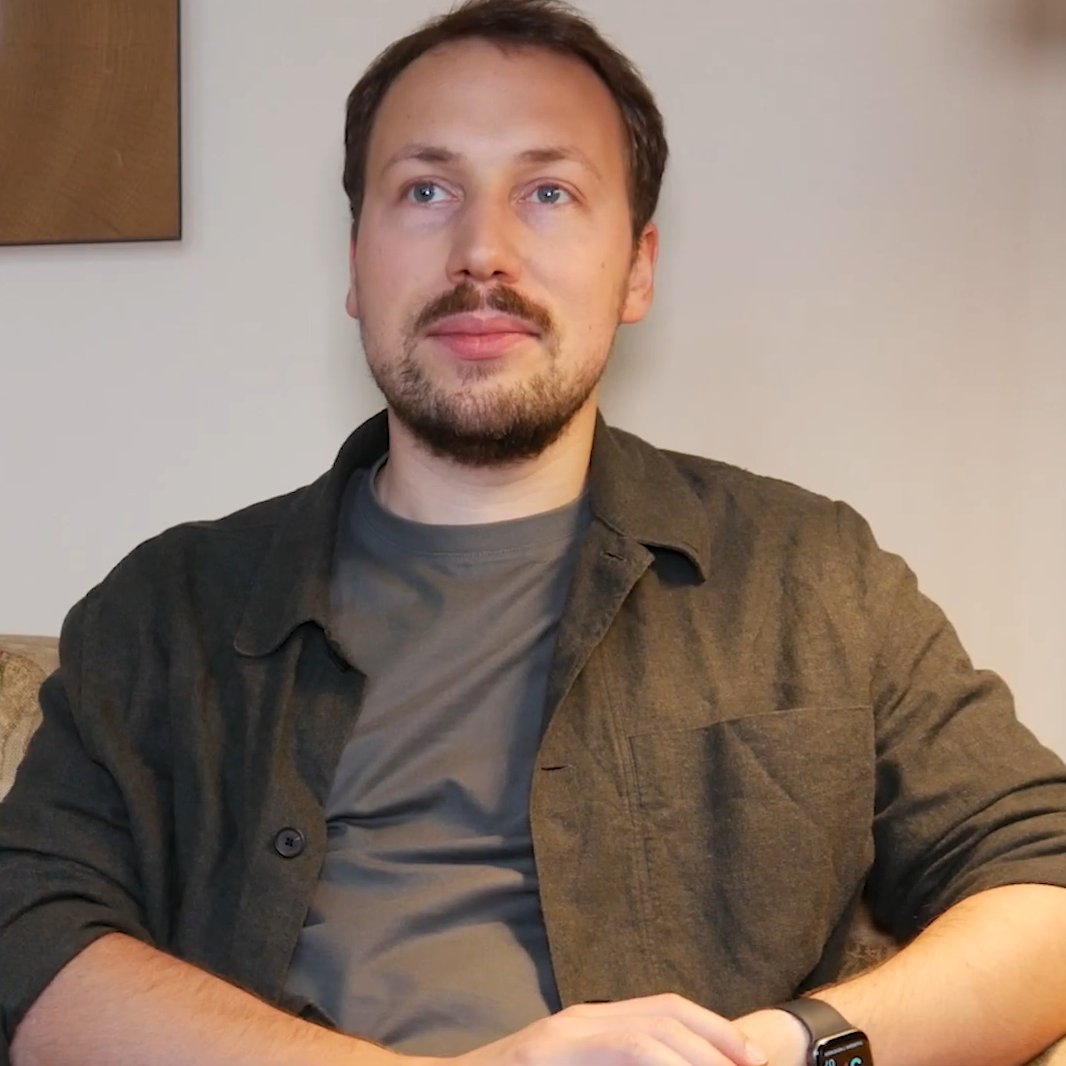
Gints Zilbalodis, 2025

Gints Zilbalodis (* 13. April 1994 in Riga) ist ein lettischer Filmregisseur, der für seine Animationsfilme bekannt ist. 2025 gewann sein Film Flow den Oscar in der Kategorie Bester Animationsfilm.

## Leben
Gints Zilbalodis wurde in eine Künstlerfamilie geboren, seine Mutter ist die Malerin Dace Zēģele, sein Vater der Designer Gints Zilbalodis. Gints Zilbalodis studierte Multimedia-Design an der Janis-Rozentāls-Kunsthochschule (Jaņa Rozentāla Mākslas skola) in Riga. Bereits seine Diplomarbeit, der Animationsfilm Prioritātes (deutsch: Prioritäten), die Zilbalodis mit 20 Jahren vorlegte, fand große Aufmerksamkeit und wurde in den folgenden fünf Jahren bei 46 Filmfestivals präsentiert.
Zilbalodis führte zunächst Regie bei Animations-Kurzfilmen, darunter Aqua (2012), Followers (2014) und Unheard (2015). 2019 wurde sein erster animierter abendfüllender Animationsfilm Away – Vom Finden des Glücks uraufgeführt, für den er auch die Filmmusik schrieb.
Sein abendfüllender Animationsfilm Straume (internationaler Titel: Flow) hatte 2024 bei den Filmfestspielen in Cannes seine Premiere. Der Film erzählt die Geschichte einer grauen Katze, einer Einzelgängerin, die bei einer plötzlichen Überschwemmung ihr Zuhause verliert und sich in einem kleinen Boot wiederfindet, wo sie lernt, mit anderen Tieren zusammenzuarbeiten und so zu überleben. Zusammen mit den Produzenten Matīss Kaža, Ron Dyens und Gregory Zalcman gewann er 2025 den Oscar für den besten Animationsfilm.
Im Sommer 2025 wurde Zilbalodis Mitglied der Academy of Motion Picture Arts and Sciences.

## Filmografie
Als Regisseur
- 2010: Rush (Kurzfilm, englisch. Deutscher Titel: Eilen)
- 2012: Aqua (Kurzfilm)
- 2014: Prioritātes (Kurzfilm, lettisch. Deutscher Titel: Prioritäten)
- 2015: Followers (Kurzfilm, englisch. Deutscher Titel: Anhänger)
- 2015: Nedzirdams (Kurzfilm, lettisch. Deutscher Titel: Unhörbar. Englischer Titel: Inaudible)
- 2017: Oāze (Kurzfilm, lettisch. Deutscher Titel: Oase. Englischer Titel: Oasis)
- 2019: Away – Vom Finden des Glücks (lettischer Originaltitel: Projām)
- 2024: Flow (lettischer Originaltitel: Straume)

## Auszeichnungen
- 2019: Lielais Kristaps (deutsch: Der Große Christoph) für Away – Vom Finden des Glücks
- 2024: Europäischer Filmpreis als „Bester europäischer Animationsfilm“ für Flow[8]
- 2024: Ehrung als „Rigaer Bürger des Jahres 2024“ durch die Stadt Riga[9]
- 2024: Auszeichnung als „Europäische Person des Jahres 2024“ in Lettland[10]
- 2025: Golden Globe in der Kategorie „Bester Animationsfilm“ für Flow; damit wurde erstmals ein lettischer Film mit einem Golden Globe ausgezeichnet.
- Fünf Lielais Kristaps für Flow, in den Kategorien „Bester Animationsfilm“, „Bester Animationsfilm-Regisseur“, „Bester Drehbuchautor“, „Beste Filmmusik“, „Beste Tonregie“ sowie die Auszeichnung mit dem Publikumspreis.[11]
- 2025: Oscar in der Kategorie „Bester Animationsfilm“ für Flow; damit wurde erstmals ein lettischer Film mit einem Oscar ausgezeichnet.